# 菊池哲男
菊池 哲男（きくち てつお、1961年 - ）は、日本の山岳写真家。写真集を始め、山岳雑誌・写真雑誌への作品掲載や写真展を開催。ライターとしても執筆活動を行い、写真教室の講師やアウトドアメーカーのアドバイザーも務める。2001年には月刊誌『山と溪谷』の表紙撮影を年間通して担当した。

## 人物・経歴
1961年、東京都生まれ。東京都立上野高等学校を経て、立教大学理学部物理学科を卒業。絵画を好きになった影響から14歳から独学で写真を学ぶ。20歳の頃から山岳写真に傾倒する。
カメラマン兼ライターとして雑誌の同行取材や個人の作家として撮りためた作品を『山と渓谷』、『岳人』などの山岳専門誌やカレンダー、ポスターなどに発表する。
2001年には、月刊誌である『山と溪谷』の表紙撮影を1年間担当。
2007年に、長野県北安曇郡白馬村に菊池哲男山岳フォトアートギャラリーがオープン。また、東京都写真美術館にも作品が多数収蔵されている。フランスのアウトドアメーカー「ミレー」のテクニカルアドバイザーも20年以上務め、ニコン・カレッジでの写真教室やクラブツーリズムでの撮影ツアーなども開催する。
また、ヨーロッパアルプス最高峰のモンブランや、第2峰モンテ・ローザを始め、国内外で約300ルート以上をスキーで滑降して取材を行うなど、山岳スキーの分野でも活躍する。

## 主な写真集
- 『美しき山稜』アドミックス 1999年
- 『白馬 SHIROUMA』山と溪谷社 2005年
- 『山の星月夜　-眠らない日本アルプス-』小学館 2008年
- 『白馬岳　自然の息吹き』山と溪谷社 2011年
- 『アルプス星夜』山と溪谷社 2016年
- 『鹿島槍 五竜岳　－天と地の間に－』山と溪谷社 2020年

## 主な著書
- 『スキーツアー』山と溪谷社
- 『バックカントリースキー＆スノーボード』山と溪谷社
- 『ハイグレード山スキー』東京新聞出版局
- 『決定版日本百名山』共著 山と溪谷社
- 『日本雪山登山ルート集』共著 山と溪谷社
- 『YAMAP日光・那須・谷川』共著 山と溪谷社

## 写真展
- 『The49th Exhibition of The JPS -Professional Members Exhibition 2024-』(2024年 東京都写真美術館・京都市美術館別館)